# Juan Bautista Gill
Juan Bautista Gill García del Barrio (Asunción, 28 ottobre 1840 – Villarrica, 12 aprile 1877) è stato un politico paraguaiano.
Fu presidente del Paraguay dal 25 novembre 1874 al 12 aprile 1877, quando fu ucciso nel corso di una rivoluzione.

## Biografia
Dopo studi incompleti a Buenos Aires, Gill si arruolò nell'esercito paraguaiano e combatté nella guerra della Triplice Alleanza (1864-1870), fu catturato dagli Alleati e rientrò ad Asunción nel gennaio del 1869. Ministro delle Finanze sotto Cirilo Antonio Rivarola (1870-1871), fu accusato di malversazione dalla Camera dei deputati (18 agosto 1871): per farlo sfuggire al giudizio del Senato, Rivarola sciolse il Congresso (15 ottobre 1871) e indisse nuove elezioni, scatenando una rivolta a Tacuarel che dovette essere repressa con la forza. Eletto presidente del Senato (1871), mettendosi così al sicuro dai provvedimenti giudiziari, Gill dovette dimettersi comunque per il suo antagonismo col ministro dell'Interno ed andare in esilio.
Gill organizzò due insurrezioni contro il presidente Salvador Jovellanos assieme al generale Bernardino Caballero, e dopo il successo di quella di Campo Grande (12 febbraio 1874) preparò la propria candidatura alla presidenza della Repubblica. Eletto presidente (25 novembre 1874), aumentò la pressione fiscale per risollevare il bilancio dello Stato, dissanguato dalla lunga guerra della Triplice Alleanza, e chiese la mediazione del presidente statunitense Rutherford Birchard Hayes per stabilire il confine con l'Argentina nel Chaco Boreal, firmando un trattato di pace e ottenendo il ritiro delle truppe d'occupazione.
Gill affrontò e represse diverse rivolte, ma fu ucciso infine il 12 aprile 1877, nel corso di una rivolta organizzata anche da Rivarola, e la carica passò al vicepresidente Higinio Uriarte.